# Aphredoderus sayanus
Aphredoderus sayanus (Gilliams, 1824) è un pesce osseo d'acqua dolce endemico dell'America settentrionale, unica specie appartenente alla famiglia Aphredoderidae.

## Descrizione
Ha corpo appiattito lateralmente, abbastanza slanciato, con testa e bocca grandi. Pinna dorsale unica, grande, con 3 o 4 raggi spiniformi e 10/11 molli. Pinna anale con 2/3 raggi sspinosi e 5/7 molli. L'ano si sposta durante lo sviluppo: nei giovanili è situato nella posizione comune, all'inserzione della pinna anale mentre negli adulti si sposta anteriormente fino alla regione della gola.
La taglia massima è di circa 14 centimetri ma di solito non supera i 10.

## Distribuzione e habitat
È endemico delle parti centrale e orientale del continente nordamericano, dal bacino del Mississippi allo stato di New York.
Vive in acque ferme come stagni, laghetti, canali, paludi, pozze calme dei torrenti e dei fiumi. Si trova solo su fondi fangosi..

## Biologia
Si nutre di notte. Vive fino a 4 anni.

### Alimentazione
Cattura insetti, crostacei e, più raramente, larve di pesci. Talvolta pratica il cannibalismo.

### Riproduzione
Le uova sono deposte in un nido che viene curato da entrambi i genitori.

## Conservazione
Le popolazioni della specie sono abbondanti e ben distribuite. Per questo la IUCN no la considera specie a rischio

## Evoluzione
Forme simili ad Aphredoderus vivevano già nell'Oligocene, circa 32 milioni di anni fa (Trichophanes).